# Kreiseliella typhae
Kreiseliella typhae är en svampart som först beskrevs av Vasyag., och fick sitt nu gällande namn av U. Braun 1991. Kreiseliella typhae ingår i släktet Kreiseliella, divisionen sporsäcksvampar och riket svampar.   Inga underarter finns listade i Catalogue of Life.